# Christian-Ernst zu Stolberg-Wernigerode

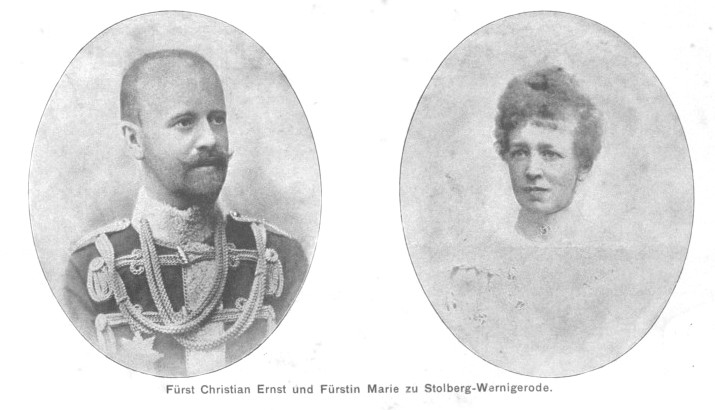
Christian-Ernst zu Stolberg-Wernigerode und seine Frau Marie, 1901

Christian-Ernst Hermann Fürst zu Stolberg-Wernigerode (* 8. September 1864 in Wernigerode; † 3. August 1940 in Schierke) war ein deutscher Standesherr, ab 1896 2. Fürst zu Stolberg-Wernigerode und Chef des Hauses Stolberg.

## Leben
Christian zu Stolberg-Wernigerode war ein Sohn des Fürsten Otto zu Stolberg-Wernigerode (1837–1896) und seiner Frau Prinzessin Anna Reuß zu Köstritz (1837–1907). Er studierte Rechtswissenschaften in Göttingen, Genf und Leipzig. In Göttingen wurde er Corpsschleifenträger der Saxonia. Im Herbst 1886 trat er in die preußische Armee ein. 1890/91 war er zur Botschaft in Wien kommandiert und danach à la suite der Armee gestellt. Bis zur Übernahme der Standesherrschaft in Wernigerode arbeitete er bei der Regierung in Kassel. 1896 erbte er den väterlichen Besitz, den er bis 1929 bewirtschaftete. Danach zog er sich nach Schierke im Harz zurück. Christian zu Stolberg-Wernigerode war 1897 bis 1918 erbliches Mitglied des Preußischen Herrenhauses und der Ersten Kammer der Hessischen Landstände. Als Präsident des Allgemeinen Deutschen Jagdschutz-Verbandes, dem Vorläufer des heutigen Deutschen Jagdverbandes, war Christian zu Stolberg-Wernigerode seit 1927 Schirmherr des Wernigeroder Jagdcorps Senioren-Convent und Ehrenmitglied des Jagdcorps Masovia zu Berlin, sowie sämtlicher darin organisierten Jagdcorps.

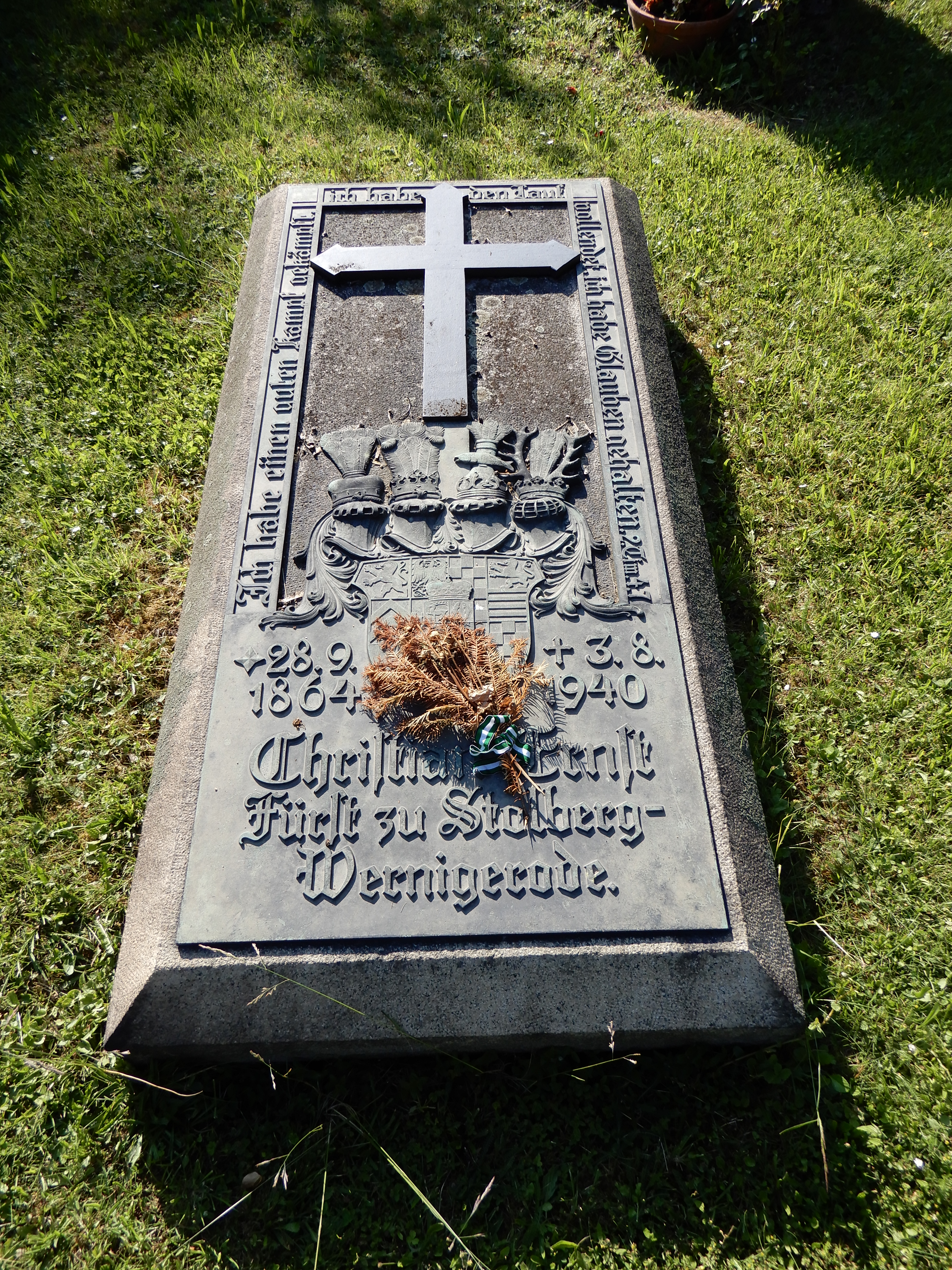
Grabstätte auf dem Schlossfriedhof Wernigerode

## Familie
Fürst Christian-Ernst heiratete am 8. Oktober 1891 in Rüdenhausen Gräfin Marie zu Castell-Rüdenhausen (* 6. März 1864 in Rüdenhausen; † 14. Februar 1942 in Wernigerode). Aus ihrer Ehe mit Christian hatte Marie folgende Kinder:
- Botho (* 10. Dezember 1893; † 3. September 1989)

⚭ 20. Mai 1920 Renate von Schoenaich-Carolath (* 19. Januar 1899; † 30. März 1985)
- Walpurgis (* 1. Mai 1895; † 23. Februar 1901)
- Juliane (* 25. Januar 1899; † 16. März 1969)